# 张采丞
张采丞（1868年—1934年），名克亮，字采丞，以字行，山东寿光人，活跃于济南商埠的商人，产业范围涉及粮食、榨油、面粉、木材、机器制造、酱菜等多个领域，曾是济南首富。

## 生平
清朝同治七年（1868年），张采丞出生在山东寿光五台乡东柴庄村，父亲在寿光羊角沟镇（今寿光市羊口镇）开设有一家粮行“兴顺盛栈行”。张采丞年少时，曾随兄长在老家务农，后到兴顺盛栈行学生意。光绪十年（1884年），张采丞继承父业，并将其改为“兴顺福”粮栈。张采丞所经营的货栈雇佣有30余店员，流动资金5万银元，主要向旅顺、大连等地贩运小麦、苇席等特产，再由大连运回木材及高粱等市场需求量较大的物品。光绪十三年（1887年），东海关总办何鲁生到任羊角沟，考虑到老码头地势低洼将码头南迁。光绪十七年（1891年），张采丞随码头南迁，在太平路南兴建房屋百余间，在兴顺福货栈基础上增设“源顺福”酱园。该酱园是当地唯一的一家，生意颇为兴隆，收入甚至比粮栈都多。
光绪二十五年（1899年），德国所修建的胶济铁路动工，其通车后与小清河并联而形成的水陆交通网络，将使极大的促进济南的物资集散。光绪二十六年（1900年），张采丞将羊角沟的生意委托他人管理，携银3000两举家迁至济南，在五里沟买地建房，在泺口开办兴顺福粮栈分号，后又在经一纬一路附近开设“兴顺福”粮栈北记。光绪三十年（1904年），胶济铁路开通，山东巡抚周馥与直隶总督袁世凯上书请求自开商埠，为防德国势力进一步渗透。为建设商埠，规划的商埠区域内大兴土木，张采丞瞄准市场，针对开辟商埠所必须物品拓展经营，先后于1904年在经三纬三创办“兴顺福”木材厂，于宣统元年（1909年）在经二纬三创办“兴顺福”机器油坊。后又在粮栈内设立“兴顺福”机器面粉厂、粮栈内南大房设立“兴顺福”铁加工厂、五里牌坊处设立“兴顺福”砖瓦石灰场等。“兴顺福”机器油坊是济南当时机器工业中人员较多、资本雄厚、规模较大的厂家之一。
民國二年（1913年），张采丞在粮栈内创办面粉厂，初名“兴顺福西记”，后改名为兴顺福机器磨面公司，有立式石磨4部，蒸汽发动机2部，日产面粉500包，一半在本地销售，另一半则销往青岛、天津等地，该厂是济南最早的机器磨面工厂，“撬动了济南粮食加工业由传统手工作坊向机械化生产转变的闸门。”民国七年（1918年），张采丞开始着手扩大面粉厂规模，联合来自蓬莱的商人冷镇邦，在津浦铁路以北、与商埠区相望的官扎营选购土地，筹备建立华庆面粉厂，该厂共筹集筹集资本30.87万元，其中张采丞投资7.94万元，除另一位大股东冷镇邦外，时任山东省督军田中玉等190余名社会名流均参股其中。民国10年（1921年）8月，华庆面粉厂建成投产，张采丞任董事长兼总理。建厂之初，该厂年产面粉75000吨，由于面粉质量好，除畅销济南外，还远销北京等大城市。为方便运输，张采丞还与津浦铁路局协商，修建了一条直通华庆面粉厂仓库的铁道岔路。
民国14年（1925年），张采丞被推举为济南商埠商会会长。民国15年（1926年），张采丞在粮栈临街处加盖了一座铺面房，增设兴顺福酱园。兴顺福兼营数业，在泺口、羊角沟设立分号专营粮业货栈。后来，张采丞认为工业更有前途，便集中力量向机械制造业发展，扩大了兴顺福机器铁工厂生产规模，雇用工人达400多人，主要制造锅炉、水泵、吊车和矿山用的机件等，还曾研究试制小型轮船，仿制汽车，制造过蒸汽引擎等。兴顺福试制的小型轮船曾在小清河试航，仿制的汽车也曾在济南市内试用。1931年，华庆面粉厂董事会改组，张采丞不再担任董事长。
民国23年（1934年），张采丞身染重疾，病逝于济南，享年66岁。

## 相关
张采丞曾任首届济南商业研究会会长、济南红十字会会长等职务。
张采丞创办的很多企业都在1934年先后停业，“兴顺福”酱园一直持续至1990年代，曾是济南妇孺皆知的老字号。
2013年12月20日，位于济南市市中区经三路80号的张采丞故居被济南市人民政府公布为第四批市级文物保护单位。

## 备注
1. ↑  一说兴顺福西记在油坊内设立[6]
2. ↑  也有资料称该厂为“兴顺福面粉公司”[7]